# Pavel Horváth
Pavel Horváth, češki nogometaš in trener, * 22. april 1975, Praga, Češkoslovaška.
Za češko reprezentanco je odigral 19 uradnih tekem.